# Zygocera luctuosa
Zygocera luctuosa är en skalbaggsart som beskrevs av Francis Polkinghorne Pascoe 1862. Zygocera luctuosa ingår i släktet Zygocera och familjen långhorningar. Inga underarter finns listade i Catalogue of Life.